# أنتل داون: روش أف بلود
أنتل داون: روش أف بلود (بالإنجليزية:Until Dawn: Rush of Blood)، هي لعبة فيديو من نوع رعب، صدرت في السوق بتاريخ 16 أكتوبر، وتعمل على المنصة الحصرية لجهاز بلاي ستيشن 4، بحيث يتطلب توفير جهاز بلاي ستيشن في آر، وهي جزء فرعي من السلسلة الأساسية للعبة أنتل داون، وهي من تطوير ستوديو سوبرماسيف جيمز، ومن نشر سوني إنتراكتيف إنترتينمنت.